# 森越町
森越町（もりこしちょう）は、愛知県岡崎市の町名。丁番を持たない単独町名であり、10の小字が設置されている。

## 地理
岡崎市北西部に位置し、東は大門一～二丁目・日名北町、西は北野町・橋目町、南は舳越町に接する。

### 河川
- 矢作川（岡崎大橋）

### 小字
- 河原（かわはら）
- 郷前（ごうまえ）
- 三円（さんえん）
- 山王（さんのう）
- 城屋敷（しろやしき）
- 宮前（みやまえ）
- 森下（もりした）
- 山伏（やまぶし）
- 吉原（よしわら）
- 与治（よじ）

## 世帯数と人口
2021年（令和3年）8月1日現在の世帯数と人口は以下の通りである。
| 町丁   | 世帯数   | 人口   |
| ------ | -------- | ------ |
| 森越町 | 1167世帯 | 2598人 |

## 学区
市立小・中学校に通う場合、学区は以下の通りとなる。また、公立高等学校に通う場合の学区は以下の通りとなる。
| 番・番地等 | 小学校               | 中学校               | 高等学校普通科 |
| ---------- | -------------------- | -------------------- | -------------- |
| 全域       | 岡崎市立矢作北小学校 | 岡崎市立矢作北中学校 | 三河学区       |

## 歴史
碧海郡森越村を前身とする。

### 町名の由来
村が長瀬郷の総社八幡宮の森に成立したことに由来し、はじめ森腰と書いていたのが森越に変化したものとみられる。

### 沿革
- 1889年（明治22年）10月1日 - 町村制施行・合併に伴い、碧海郡長瀬村大字森越となる[7][8]。
- 1906年（明治39年）5月1日 - 合併に伴い、矢作町大字森越となる[7][9]。
- 1955年（昭和30年）4月1日 - 岡崎市へ編入し、同市森越町となる[7][9]。

## 施設
- 長瀬八幡宮
- 長壽寺

## 交通
- 愛知県道26号岡崎環状線

## その他

### 日本郵便
- 郵便番号 : 444-0901[2]（集配局：岡崎郵便局[10]）。